# Лікар Плюшева
«Лікар Плюшева» (англ. Doc McStuffins) — дитячий телевізійний серіал, створений студією Brown Bag Films. Прем'єра відбулася 23 березня 2012 року на телеканалах Disney Channel і Disney Junior.
Перший сезон завершився 3 травня 2013 року. Другий сезон стартував вперше 6 вересня 2013 року, а завершився 12 вересня 2015 року. 
Третій сезон стартував 2 липня 2015 року,завершився 25 квітня 2016 року. 
Четвертий сезон стартував  29 липня 2016 року, завершився 2 березня 2018 року. 
П'ятий та фінальний сезон стартував 26 жовтня 2018 року, завершився останньою серією 18 квітня 2020 року. 
7 лютого 2022 року було оголошено, що серіал святкуватиме своє 10-річчя у вигляді спеціального анімаційного музичного випуску, прем'єра якого запланована на 2022 рік.

## Сюжет
Одного разу шестирічна дівчинка Дана захотіла стати лікарем, як і її мама. Коли вона одягає свій стетоскоп, ляльки і м'які іграшки оживають і вона починає з ними спілкуватися. З невеликою допомогою своїх друзів — Вогника, Дрижика, Хмарки і Кралі — Дана допомагає іграшкам «почувати себе краще».
Кожен епізод включає в себе оригінальний саундтрек. Протягом заключних титрів Дана дає глядачам поради про те, як залишатися здоровим.

## Персонажі

### Основні
- Дана «Лікар» Плюшева (англ. Doc McStuffins) — головний герой мультсеріалу, шестирічна дівчинка. Мріє стати лікарем і лікує іграшки. У кожній серії вписує у «Велику Книжку Бо-Бо» (книгу хвороб) нові хвороби іграшок. Вона єдина з людей в мультсеріалі, яка вміє розмовляти з іграшками завдяки своєму чарівному стетоскопу.
- Хмарка (англ. Lambie) — плюшева овечка, одна з найкращих друзів Дотті. Дуже любить обійматися. Закохана в Вогника.
- Вогник (англ. Stuffy) — синій плюшевий дракон. Вогник намагається бути найхоробрішим з усіх драконів, але він часто зазнає невдачі.
- Пищик (англ. Squeakers) — гумова рибка. Не вміє говорити, а тільки пищить, і тому ніхто його не розуміє.
- Дрижик (англ. Chilly) — плюшевий сніговик. Трошки нервовий, так як він постійно забуває, що він — іграшковий, і боїться розтанути.
- Краля (англ. Hallie) — плюшева бегемотиха, медсестра і помічниця Дани.
- Данко Плюшев (англ. Donny McStuffins) — чотирирічний брат Дани, більшу частину свого часу проводить за іграми зі своїми іграшками.
- Мама (англ. Mom) — мати Дани і Данка. Працює лікарем у госпіталі.
- Тато (англ. Dad) — батько Дани і Данка. Працює кухарем.
- Мая Плюшева (англ. Maya McStuffins) — молодша сестра Дани і Данка. З'являється в кінці 3-го сезону.
- Бабуся (англ. Grandma McStuffins) — бабуся Дани і Данка. З'являється у 4-му сезоні як головний лікар клініки іграшок у Плюшевіллі.

### З'являються в окремих епізодах
- Крутий хлопець — іграшковий супергерой.
- Злий король — злий король. Не має рук, і без них йому складно.
- Лицар — сер Кірбі, лицар. Захищає Доктора Плюшеву і її іграшки від злого короля.

## Озвучення
- Дана «Лікар» Плюшева — Кіара Мухаммад
- Хмарка — Лара Джилл Міллер
- Вогник — Роббі Ріст
- Дрижик — Джесс Гарнелл
- Краля — Лоретта Дівайн
- Пищик — Йен Ентоні Дейл
- Данко — Джеден Беттс
- Мама — Кімберлі Брукс
- Тато — Гері Антоні Вільямс

## Серії

### Список серій. 1-й сезон (26 серій).
| Епізоди 1. Пожежна машина на службі готова / Так тримати! (Engine Nine, Feelin' Fine / The Right Stuff) 2. Джек зі скриньки / Втомлений гонщик (Out of The Box / Run Down Race Car) 3. Час лицарів / Важкий випадок Уколошипоза (Knight Time / A Bad Case of the Pricklethorns) 4. Ненаситні крокодили / Фальшива нота (Gulpy, Gulpy Gators! / One Note Wonder) 5. Примхливе чаювання / Старт ракети! (Tea Party Tantrum! / Blast Off!) 6. Пригоди в ігротеці / Зоряна, зоряна ніч (Arcade Escapade / Starry, Starry Night) 7. Ронда — рятувальник до зльоту готова / Водні забави (Rescue Ronda; Ready for Takeoff / All Washed Up) 8. Зловити за руку / Пищати або не пищати (Caught Blue-Handed / To Squeak or Not to Sqeak) 9. Серйозний напад гикавки / В замішанні (A Good Case of the Hiccups / Stuck Up) 10. У всьому винен дощ / Сплющений Бумер (Blame It on the Rain / Busted Boomer) 11. Бен — Анновий спліт / Просто клешнеліпно (Ben-Anna Split / that's Just Claw-ful) 12. Рана, про яку почув весь світ / Час рацій (The Rip Heard Round the World / Walkie Talkie Time 13. Дай відпочити гвинтам, Ронда! / Їзда без кінця (Rest Your Rotors, Ronda! / Keep on Truckin) 14. Балерина / Мавпа і бульбашки (Break Dancer / Bubble Monkey) 15. На природі / Кит-малютка (Out in the Wild / A Whale of Time) 16. Лицар і темрява / Хеллі втрачає слух (The Dark Knight / Hallie Gets an Earful) 17. День народження Хеллі / І в акул болять зуби (Hallie Happy Birthday / Shark Style Tooth Ache) 18. Забавні опосуми / Сумний кроленя (Awesome Possum / The Bunny Blues) |
| --- |